# Till Müller-Klug
Till Müller-Klug (* 3. Juni 1967 in Berlin) ist ein deutscher Autor und Regisseur.

## Leben
Till Müller-Klug wuchs in West-Berlin und im Wendland auf. Seine Eltern sind die Bildhauer Monika Müller-Klug und Klaus Müller-Klug. In Gießen studierte er Angewandte Theaterwissenschaft bei Andrzej Wirth und inszenierte eigene Theaterstücke, unter anderem Kaleidoskop. Am Theater am Turm in Frankfurt am Main inszenierte er 1994 Souffleusen werfen Enterhaken. Er promovierte über Nietzsches Theaterprojektionen. Ab Mitte der 1990er Jahre war er in der internationalen Spoken-Word- und Poetry-Slam-Szene aktiv und veröffentlichte die Buch-CD Die sprechende Droge. Seit 2002 schrieb und realisierte er zahlreiche Theaterstücke und -projekte u. a. an den Berliner Sophiensaelen und für das Schauspiel Leipzig, sowie Hörspiele, zuletzt 2015 Ich als Großprojekt für den WDR. Er ist Gründungsmitglied der Performancegruppe Interrobang.

## Auszeichnungen (Auswahl)
- 2015 Hörspiel des Monats (März) für Ich als Großprojekt
- 2014 Nominierung Deutscher Hörbuchpreis für Sprachlabor Babylon
- 2012 Kurd-Laßwitz-Preis für das Hörspiel Sprachlabor Babylon
- 2012 Hörspiel des Monats (Februar) für Europa, eine Plagiate-Saga
- 2008 Bremer Autoren- und Produzentenpreis (mit Bernadette La Hengst)
- 2004, 2006 Aufenthaltsstipendium Kunst:Raum Sylt-Quelle
- 1998, 1999 Stipendien Deutscher Literaturfonds e. V.
- 1996 Alfred-Döblin-Stipendium der Akademie der Künste Berlin

## Werke (Auswahl)

### Theater
- Der Prozess 2.0 – Ein Schuld-Labyrinth nach Kafka, Sophiensaele Berlin und Schauspiel Leipzig 2016/17
- Die Müllermatrix, mit Interrobang, Hebbel am Ufer Berlin 2016
- To Like or Not To Like – Ein Big Data Spiel, mit Interrobang, Sophiensaele Berlin und Schauspiel Leipzig 2015
- Preenacting Europe, mit Interrobang, Sophiensaele Berlin 2014, anschließend 2014/15 internationale Gastspieltour mit Abschlussvorstellung im ehemaligen tschechoslowakischen Parlament Prag
- ThAEtermaschine, Preenactment mit Interrobang, Sophiensaele Berlin 2013
- Callcenter Übermorgen, Preenactment mit Interrobang, Sophiensaele Berlin 2013
- Sprachlabor Babylon, Preenactment mit Interrobang, Sophiensaele Berlin, 2012
- Sei Meer!, mit Nina Tecklenburg und Ekkehard Ehlers, Sophiensaele Berlin, Juni 2011
- Deutschlandmärchen, mit Bernadette La Hengst, Bettina Grahs und Claudia Wiedemer, Sophiensaele Berlin, Dezember 2010
- Der innere Innenminister, mit Bernadette La Hengst und Claudia Wiedemer, Sophiensaele Berlin 2009
- Das populistische Paradies, mit B. La Hengst, C. McBride, G. Egert, Hebbel am Ufer Berlin 2006
- Die Polizey, Das Meininger Theater 2005
- Die Liebespopulistin, mit Bernadette La Hengst, Hebbel am Ufer Berlin 2004
- Phantomarbeit, Luftkissenlesung mit Caroline Peters, Podewil Berlin 2003
- Die Gedankensenderin, mit Caroline Peters, Podewil Berlin 2002
- Wunderkinder, Schauspiel Hannover 2001
- Supersterne, Junges Theater Göttingen 2001
- Forever Young, mit B. Stumpf, S. Patton, H. Blümner, D. Haaksman, L. Haas, Bayrisches Staatsschauspiel / Marstall 1998
- Souffleusen werfen Enterhaken, Theater am Turm Frankfurt am Main 1994

### Hörspiele
- Ich als Großprojekt, Regie: Thomas Wolfertz (WDR) 2015
- Europa, eine Plagiate-Saga, Regie: Thomas Wolfertz (WDR) 2012[2]
- Sprachlabor Babylon, Regie: Thomas Wolfertz (WDR) 2011
- Der Gedankenparasit, Regie: Stephan Heilmann (SRF) 2009
- Der innere Innenminister, mit Bernadette La Hengst, Regie: die Autoren (WDR) 2008
- Die Neue Lebensführung, Regie: Thomas Wolfertz (WDR) 2007
- Polizeyschule, Regie: Petra Feldhoff (WDR) 2006
- Die Neue Freundlichkeit, Regie: Thomas Wolfertz (WDR) 2006
- Die Liebespopulistin, mit Bernadette La Hengst, Regie: die Autoren, (WDR) 2004
- Fotofinish, Regie: Petra Feldhoff (WDR) 2004
- Phantomarbeit, Regie: Alexander Schuhmacher (DLR) 2004
- Die Gedankensenderin, Regie: Renate Pittroff (DLF/ORF) 2002

### Lyrik
- Die sprechende Droge, vgm Bern 2000, ISBN 3-9521517-2-6

### Prosa
- November 3D, Ullstein/Quadriga 2001